# Söfring Hansson
Söfring Hansson var en svensk sjöofficer som var kapten över regalskeppet Vasa vid dess jungfrufärd och förlisning utanför Beckholmen i Stockholms inlopp den 10 augusti 1628.
Hansson var under en tid högste uppsyningsman över skeppsvarvet vid Skeppsholmen, Stockholm (idag Blasieholmen) och deltog i byggandet av Vasa. Han var under 13 år sjöofficer, från 1615 ända fram tills år 1628 då han utnämndes till regalskeppet Vasas förste kapten. Hansson överlevde förlisningen och häktades, liksom ett flertal andra av besättningens överlevande. Redan dagen efter katastrofen inleddes ett första förhör med Söfring Hansson av riksamiralen Carl Carlsson Gyllenhielm. Hansson hävdade att det var skeppets fel att det kantrade då det inte ville lyda roder och därför var omöjligt att segla. Han försäkrade även att samtliga skeppets kanoner var surrade. Hansson frisläpptes senare och beordrades av den dåvarande svenska kungen Gustav II Adolf att leda bärgningen av Vasa, ett projekt som dock skulle misslyckas.
Efter förlisningen arbetade han vidare inom den svenska flottan. Hansson var ursprungligen från Danmark.